# Eduard Kaiser
Eduard Kaiser (Graz, 22 de febrero de 1820-Viena, 30 de agosto de 1895) fue un pintor y litógrafo austriaco, al igual que su hermano Alexander Kaiser (1819-1872).

## Biografía
Eduard Kaiser era el hijo de Joseph Franz Kaiser, el propietario de un negocio de litografías en Graz. Estudió en la Wiener Akademie junto a Josef Danhauser y pronto pasó a ser un serio competidor para el mayor litógrafo-retratista de Viena, Josef Kriehuber. Entusiasmado con las ideas de la revolución, en 1848 Kaiser se unió a la Legión Académica; durante este tiempo realizó retratos de casi todas las principales figuras de la Revolución de Marzo (Josef Radetzky, Franz Schuselka, Hans Kudlich Adolf Fischhof, Carl Giskra). En 1852/53 vivió en Roma. Después de volver a Austria desarrolló un negocio muy rentable de litografías de retratos, con clientes que incluyeron a Francisco José I de Austria-Hungría, su emperatriz Isabel de Austria-Hungría, Friedrich Hebbel, Robert Schumann y Clara Schumann.
En 1867-1886 vivió de nuevo en Roma, donde se dedicó con mucho éxito a la reproducción mediante acuarelas de piezas de arte clásicas; estas reproducciones fueron vendidas más tarde en Gran Bretaña como litografías a color. Después volvió a Viena para dedicarse a la pintura de retratos al óleo y acuarela.

## Galería

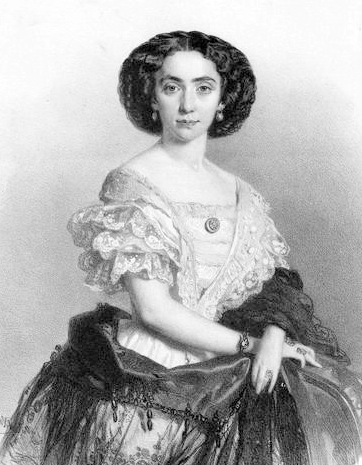
Rosa Csillag
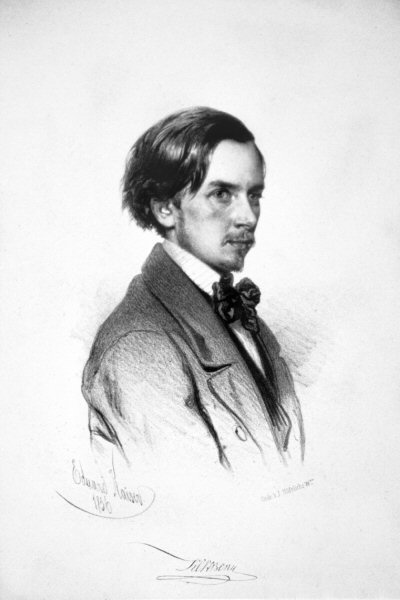
Karl-Maria Kertbeny
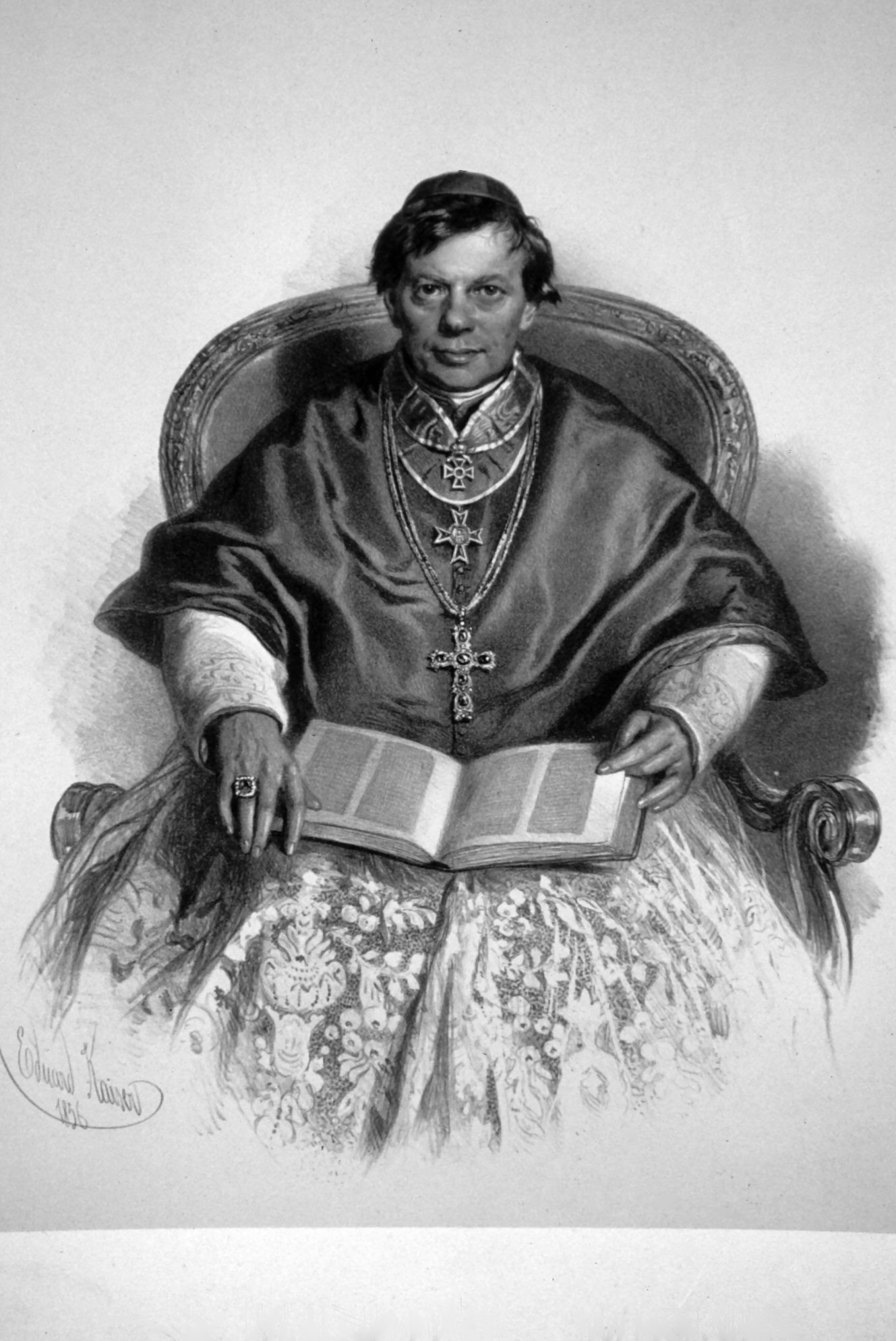
Ignaz Feigerle
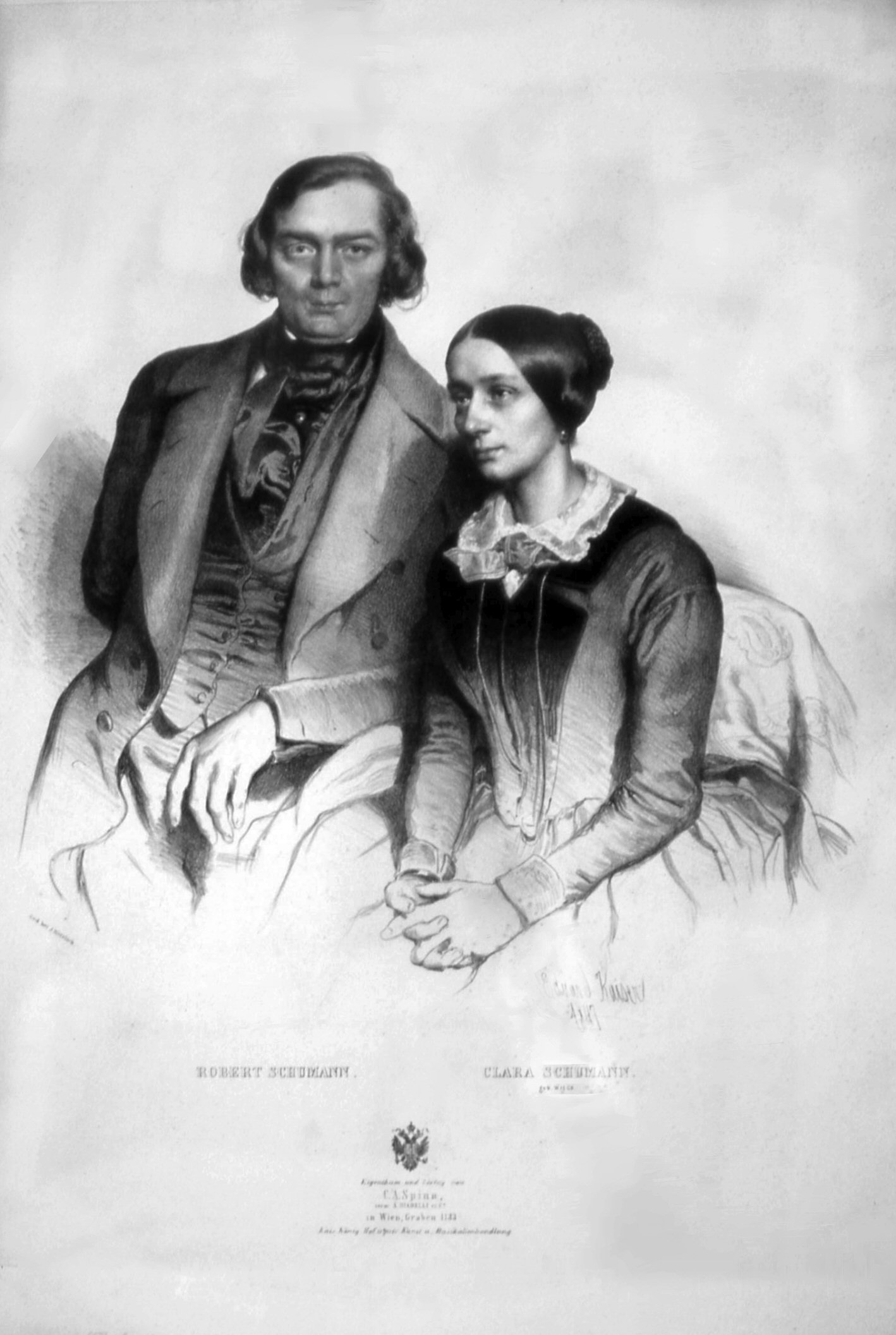
Robert y Clara Schumann
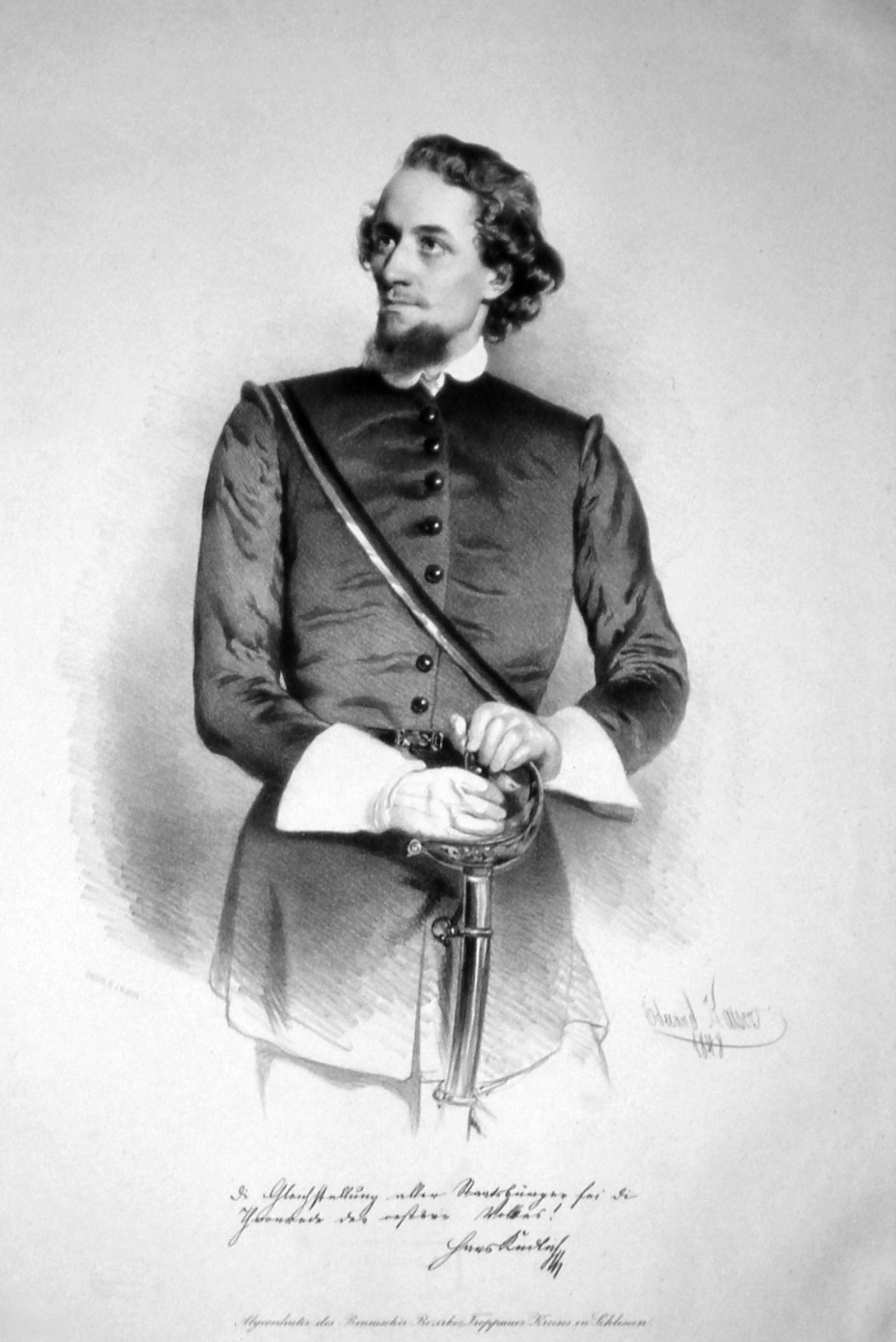
Hans Kudlich